# Sándor Tamás
Sándor Tamás (n. 22 septembrie 1966, Zagon, Covasna, România) este un politician maghiar din România, fost deputat în legislaturile 1996-2000, 2000-2004 și 2004-2008, ales în județul Covasna pe listele partidului UDMR.